# Trophée de l'entraîneur de l'année de la Major League Soccer
Le trophée Sigi Schmid ou entraîneur de l'année (en anglais Sigi Schmid Coach of the Year Award) est un trophée attribué par la Major League Soccer (MLS) au meilleur entraîneur de la saison régulière. Il est attribué depuis 1996 et tient son nom de l'ancien entraîneur Sigi Schmid depuis janvier 2019.

## Vainqueurs
| Saison | Entraîneur         | Équipe                               |
| ------ | ------------------ | ------------------------------------ |
| 1996   | Thomas Rongen (en) | Mutiny de Tampa Bay                  |
| 1997   | Bruce Arena        | D.C. United                          |
| 1998   | Bob Bradley        | Fire de Chicago                      |
| 1999   | Sigi Schmid        | Galaxy de Los Angeles                |
| 2000   | Bob Gansler        | Wizards de Kansas City               |
| 2001   | Frank Yallop       | Earthquakes de San José              |
| 2002   | Steve Nicol        | Revolution de la Nouvelle-Angleterre |
| 2003   | Dave Sarachan      | Fire de Chicago                      |
| 2004   | Greg Andrulis (en) | Crew de Columbus                     |
| 2005   | Dominic Kinnear    | Earthquakes de San José              |
| 2006   | Bob Bradley        | Chivas USA                           |
| 2007   | Preki              | Chivas USA                           |
| 2008   | Sigi Schmid        | Crew de Columbus                     |
| 2009   | Bruce Arena        | Galaxy de Los Angeles                |
| 2010   | Schellas Hyndman   | FC Dallas                            |
| 2011   | Bruce Arena        | Galaxy de Los Angeles                |
| 2012   | Frank Yallop       | Earthquakes de San José              |
| 2013   | Caleb Porter       | Timbers de Portland                  |
| 2014   | Ben Olsen          | D.C. United                          |
| 2015   | Jesse Marsch       | Red Bulls de New York                |
| 2016   | Oscar Pareja       | FC Dallas                            |
| 2017   | Greg Vanney        | Toronto FC                           |
| 2018   | Gerardo Martino    | Atlanta United                       |
| 2019   | Bob Bradley        | Los Angeles FC                       |
| 2020   | Jim Curtin         | Union de Philadelphie                |
| 2021   | Bruce Arena        | Revolution de la Nouvelle-Angleterre |
| 2022   | Jim Curtin         | Union de Philadelphie                |
| 2023   | Pat Noonan         | FC Cincinnati                        |
| 2024   | Wilfried Nancy     | Crew de Columbus                     |